# Milan Kováč
Prof. Milan Kováč, Ph.D. (* 1967) je slovenský religionista a vysokoškolský pedagog. Zabývá se starověkým náboženstvím, především náboženstvím starověké Ameriky. Ve střední Americe také podnikl řadu výzkumů, z nich vzešla mimo jiné kniha Slnko jaguára: náboženský svet Olmékov, Mayov a Aztékov. V současné době působí jako profesor na Univerzitě Komenského v Bratislavě.